# لن‌آمپی‌سیلین
لن‌آمپی‌سیلین (انگلیسی: Lenampicillin) یک داروی آنتی‌بیوتیک از دسته پنی‌سیلین‌ها است. این دارو استری از آمپی‌سیلین است؛ پس از مصرف خوراکی لن‌آمپی‌سیلین، به سرعت به آمپی‌سیلین تشکیل می‌شود.
این دارو پروتئین‌های اتصال‌دهنده پنی‌سیلین باکتریایی (ترانس‌پپتیداز) را مهار می‌کند و در برابر طیف گسترده‌ای از عفونت‌های باکتریایی مؤثر است.